# 사다카트시즈
《사다카트시즈》(튀르키예어: Sadakatsiz)는 2020년 방영된 터키의 텔레비전 드라마이다.